# Viktor Fedorovics Janukovics
Viktor Fedorovics Janukovics (ukránul: Віктор Федорович Янукович, oroszul: Виктор Фёдорович Янукович; Jenakijeve, Donecki terület, 1950. július 9. –) ukrán politikus, a Régiók Pártja, az ország egyik jelentős pártjának a vezetője. 2006. augusztus 4-étől 2007. november 23-áig Ukrajna miniszterelnöke, 2010. február 25-től 2014. február 22-ig Ukrajna elnöki tisztét látta el. 2019-ben távollétében hazaárulás vádjával 13 éves börtönbüntetésre ítélték Ukrajnában.

## Pályafutása
Janukovicsot fiatalkorában kétszer is elítélték, egyszer rablásért, egyszer pedig erőszakos támadásért, mely állítólag nemi erőszak volt. Nem sokkal a kommunista pártba való belépése előtt azonban tisztázták a vádak alól, melyben nagy szerepe volt Georgij Beregovoj egykori űrhajósnak, aki Janukovics pályáját egyengette. Később felmerült, hogy a felmentő ítéletek is meghamisításra kerültek. Az Ukrainian című lap szerint 1974-ben részt vett a Monte-Carlo-ralin, ami már csak azért is kétséges, mert abban az évben nem volt ilyen verseny. Jenakijeve városában bányászati technikumot végzett, majd 1980-ban levelezőként gépészmérnöki képesítést szerzett a Donyecki Műszaki Főiskolán. Janukovics aztán villanyszerelőként dolgozott egy busztársaságnál, később pedig különböző vezető tisztségeket töltött be.
Aktív politizálásba az 1990-es években kezdett szülőhelyén, a Donecki területen, ahol sikeresen futtatta fel a körzet gazdasági érdekeltségeit, melyben Ukrajna leggazdagabb oligarchája, Rinat Ahmetov volt a partnere. Ekkor vált nyilvánvalóvá, hogy a hírhedt donecki oligarcháknak, akiket csak „donecki klán” néven emlegettek, Janukovics és Ahmetov a vezetője. 1997–2002 között a Donecki Területi Állami Közigazgatási Hivatalának az elnöke volt. Janukovics egyértelműen ennek a vitatható gazdasági társulásnak köszönhette későbbi politikai előmenetelét.
A miniszterelnökséget is Ahmetov közreműködésével sikerült elérnie, mely posztot 2002. november 21. és 2004. december 31. között töltötte be első ízben. A 2004-es narancsos forradalom idején azonban elvesztette a támogatottságát az elcsalt választások miatt, és a megismételt második fordulóban Viktor Juscsenko nyert, akit állítólag Janukovics megbízására próbáltak még évekkel korábban megmérgezni. A narancsos forradalom után azonban a Juscsenko és Julia Timosenko közti ellentét ismét helyzetbe hozta, és két évre rá sikerült visszatérnie a miniszterelnöki posztra. 2006. augusztus 4-étől lett újra miniszterelnök 2007. november 23-áig, majd december 18-áig az ügyvezető kormány miniszterelnökévé vált. A 2010 évi elnökválasztás második fordulójába Janukovics és Julija Timosenko került be, amelyet Janukovics kb. 3%-kal nyert meg. Ezután azonban önkényesen kezdett intézkedni, és 2011 augusztusában börtönbe juttatta Timosenkót egy állítólagosan szabálytalan és kárt okozó gázszerződés miatt, noha ilyen szerződés miatt Janukovicsot is támadták, ezen kívül 2011-ben még plágiummal is megvádolták. 2012-ben pártja megnyerte ugyan a választásokat, de az ellenzék folyamatos támadása mellett megítélését a börtönben lévő, romló egészségű Timosenko is jelentősen rontotta. A Janukoviccsal szembeni legnagyobb bírálatok a kétezres évek eleje óta az Oroszországgal és Vlagyimir Putyinnal való szoros kötelékek nyílt felvállalása kapcsán fogalmazódtak meg.
Bukását az Európai Unióval kötendő társulási szerződés alá nem írása indította el 2013 novemberében, mellyel egyértelművé vált, hogy Janukovics az EU ellenében az oroszokkal kíván szorosabb társulásba kezdeni, mivel Ukrajna gazdaságilag nekik van jobban kiszolgáltatva. Ukrajna lakossága azonban az EU társulási szerződés visszautasításával az ország későbbi uniós tagságát látta veszélyben, ezért országszerte tömegtüntetésekbe kezdtek, legfőképp a fővárosban, Kijevben, követelve Janukovics lemondását. Külföldi diplomaták megpróbáltak közvetíteni Janukovics és a tüntetők között, de csak részsikereket értek el egy megállapodás aláírásával, ami azonban sok tüntető kedvét nem nyerte el, ezért ők támadást indítottak a kormányzati negyed ellen. Janukovics, az ellenzék szerint, legitimációját akkor vesztette el, amikor az általa kivezényelt rohamrendőrök mesterlövészei a tüntetőkre lőttek, s több tucatot megöltek közülük.
A támadások után a Janukovics elleni tüntetések még hevesebbek lettek, időközben pedig Janukovics elmenekült Kijevből. Ezután Janukovicsot az ukrán parlament 2014. február 22-i ülésén a jelenlévő 334 képviselőből 328 támogató szavazattal felmentette az elnöki tisztségéből, de Janukovics egy tévényilatkozatban államcsínynek nevezte a történteket, és nem ismerte el az elmozdítását az elnöki székből. A szavazás során nem volt meg az ukrán alkotmányban előírt háromnegyedes többség, azaz 338 képviselő igen szavazata, valamint az alkotmány által kötelezően előírt alkotmánybírósági vizsgálat is elmaradt, ezért az közjogilag érvénytelen.  A leváltása után két nappal elfogatóparancsot adtak ki a volt elnök ellen. Janukovics holléte napokig ismeretlen volt, majd végül február 28-án Oroszországban, Rosztov-na-Donuban bukkant fel ismét, miután állítólag védelmet kért és kapott az oroszoktól. Itt egy sajtótájékoztatót tartott, ahol kijelentette, hogy továbbra is magát tartja Ukrajna törvényes elnökének, valamint, hogy a hatalom szerinte egy fasiszta kisebbség kezébe került, akik az erőszakot pártolják, de ő harcolni kíván az országért. Elmondása szerint „biztonsági utasítás” miatt hagyta el Ukrajnát, majd elnézést kért az ukránoktól azért, amiért gyenge volt. Oroszország és Putyin továbbra is Janukovicsot ismerte el Ukrajna legitim elnökének, de szerinte is megbukott az elnöki státuszában, ahogy erről Putyin és az érdekeltségébe tartozó újságírók is megnyilatkoztak. Az EU az erőszakos fellépések és Janukovics elmenekülése után a Janukovics helyére választott ideiglenes elnököt, Olekszandr Turcsinovot ismerte el Ukrajna hivatalos elnökeként.
Janukovics elmozdítása után tüntetők és helyi lakosok felkeresték Janukovics hátrahagyott ingatlanjait, ahol mérhetetlen luxussal találkoztak: a volt elnök hatalmas birtokán több rezidencia helyezkedett el, melyekben értékes bútorok és berendezési tárgyak, magánállatkert, autó- és motorgyűjtemény, saját benzinkút, szauna, úszómedencék, sportpályák, és egy vízen úszó, pazarul berendezett bárka volt található. Janukovics házát a tüntetők egyszerűen a „Korrupció Múzeuma” névre keresztelték át. A birtok a rajta lévő rezidenciával időközben valóban egyfajta múzeummá vált, beléptidíjjért végigkalauzolják a látogatókat az épületben, aminek parkja lényegében közparkká vált.
Az EU 2014. március 6-án kiadott hivatalos közlönyének értelmében befagyasztották Janukovics és másik tizenhét ukrán vezető, köztük Janukovics két fiának uniós országokban lévő számláit. A zárolás első körben egy évig érvényes, miután „az érintettek emberi jogi jogsértésekért tehetők felelőssé, illetve jogellenesen sajátjukként külföldre menekítettek ukrán állami vagyont.” A tizennyolc személy közül többeknek ugyancsak felhalmozott luxusholmik voltak a birtokában, Janukovics egyik fiának szintén értékes autógyűjteménye, míg Viktor Psonka volt legfőbb ügyésznek Janukovicséhoz hasonló, pazarló és hivalkodó luxusbirtoka volt, ahol festményeken a volt ügyész Cézárnak és Napoleonnak volt megfestve. Újságírói értesülés szerint Janukovicsnak még hat palotája volt Ukrajna szerte. 2019-ben az Európai Bíróság érvénytelenítette a Janukovics elleni szankciókat, mert a testület szerint az uniós tanács nem volt meggyőződve arról, hogy az Unión kívüli ország hatóságai betartották-e a hatékony bírói védelemhez való jogot a határozat elfogadásának időpontjában.
2014. március 11-én Janukovics újra sajtótájékoztatót tartott, ahol lényegében megismételte a február 28-i sajtótájékoztatón mondottakat: magát tartja Ukrajna törvényes elnökének, az ukrán hadsereg főparancsnokának, és hogy őt illegitim módon menesztették, ezért a májusi elnökválasztást is törvénytelennek tartja, valamint hozzátette, hogy amint lehetséges visszatér Kijevbe.
2015. január 12-én az Interpol elfogatóparancsot adott ki ellene Ukrajna kérésére jogellenes kisajátítás, sikkasztás, hűtlen kezelés és pénzügyi bűncselekmények miatt. A 190 országra érvényes nemzetközi körözés vörös fokozatú, ami azt jelenti, hogy a hatvannégy éves volt elnököt azonnal le kell tartóztatni és kiadni Ukrajnának.
2015. június 22-én adott először interjút nyugati médiának, miután a BBC Newsnight című műsorának nyilatkozott. A volt elnök elmondta, hogy sajnálja a történteket, és nem tagadta, hogy van felelőssége abban, hogy az ukrán biztonsági erők lőtték a Majdan téren összegyűlt tüntetőket. Janukovics azt is mondta, hogy ő ellenezte az erőszakot és a fegyverhasználatot, és nem is ő adott erre parancsot. A biztonsági erők azonban a hatályos ukrán jogszabályoknak megfelelően jártak el az elnök szerint, így az ő felelőssége inkább abban van, hogy nem tett eleget a vérfürdő megakadályozásának érdekében. Oroszország krími invázióját és az emiatt kialakult háborút olyan tragédiáknak nevezte, melyek nem történhettek volna meg az ő uralma alatt. Hozzátette, hogy a Krím félsziget visszaszerzése csak háború árán lenne lehetséges, de erre szerinte most senki nem akar sort keríteni. A korrupcióval kapcsolatos vádakat viszont kategorikusan visszautasította, mivel szerinte bár az ő idejében is volt korrupció, ő nem vett el állami pénzt és külföldi számlái sincsenek ezen pénzek rejtegetésére. A luxusingatlanjairól annyit mondott, hogy azok nem személyesen az övéi, és hogy az egész korrupciós vád az ellene irányuló politikai lejáratókampány része. A példaként felhozott magánállatkertjében lévő struccokról csak annyit mondott: „Azok épp ott voltak.” Janukovics azt mondta, hálával tartozik Putyinnak, amiért az orosz elnök utasítására az orosz különleges erők 2014. február 23-án kimenekítették Kijevből, és Oroszországba szállították, de állítása szerint ő maga erről az akcióról nem tudott, és ezt nem is kérte Moszkvától. Szerinte az élete még mindig veszélyben van, de reméli, hogy egyszer még visszatérhet Ukrajnába. Kitért még arra is, hogy Ukrajnának egységesnek kell maradnia, ezért arra kérte a kormányt, hogy tárgyaljanak a szeparatistákkal.
A 2022-ben kirobbant orosz-ukrán háború idején előbb híre ment, hogy a háborút kezdeményező Oroszország rá cserélné Volodimir Zelenszkij hivatalban lévő ukrán elnököt, később pedig – az orosz narratíva szerint – arra szólította fel Zelenszkijt, „hagyja abba a vérontást” Ukrajnában.

### Elítélése
Az ukrán ügyészség alkotmányellenes cselekedetek miatt indított eljárást Janukovics ellen. A kijevi Obolony kerületi bíróság 2019. január 24-én hazaárulás vádjával a távollétében lefolytatott perben 13 év szabadságvesztésre ítélte. Ugyanakkor felmentette az ország területi épsége veszélyeztetésének vádja alól, mert azt nem találta bizonyítottnak. Az ítélet ellen 30 napig lehetett fellebbezni. 2021-ben az úgynevezett „harkivi megállapodás” miatt is hazaárulás vádjával indult ellene eljárás. A 2010. április 21-én általa aláírt megállapodás a földgázárengedmény ürügyén közvetve, de megteremtette az előfeltételeket az orosz csapatok létszámának növelésére a Krím-félszigeten, ami elősegítette annak annektálását.